# Batalla dels Camps de Pelènnor
La batalla dels Camps de Pelènnor és una batalla fictícia narrada en la tercera part de la novel·la El Senyor dels Anells de l'escriptor britànic J.R.R. Tolkien.
La batalla va començar amb l'assalt de les forces d'en Sàuron a la ciutat de Minas Tirith, la capital del regne de Góndor, cap al final de la Guerra de l'Anell, el 14 i 15 de març de l'any 3019 de la Tercera Edat, només dos dies després de la batalla de Pelàrgir, en què n'Àragorn, la Companyia Grisa i l'exèrcit dels morts derrotessin els corsaris d'Úmbar i en robessin els vaixells. Aquest esdeveniment va convertir-se en la batalla més gran de la Guerra de l'Anell.
Els camps de Pelènnor (camps de la ciutat) estan compresos en una plana entre la fortificada Minas Tirith i un antic mur exterior anomenat Rammas Étxor.

## Batalla

### Desenvolupament de la batalla
L'exèrcit d'en Sàuron, format per uns 200.000 orcs, comandat pel Rei bruixot d'Àngmar i Gothmog, el regent de Minas Mórgul, va irrompre als camps de Pelènnor directe cap a la ciutat. Els aliats de Mórdor en la batalla eren els guerrers orientals de Rhûn i Khand i els haradrims del sud. La defensa de la ciutat estava comandada per en Gàndalf, ja que en Dénethor, senescal de la ciutat, havia perdut el seny en creure que el seu fill Fàramir era mort.
N'Àragorn i la Companyia Grisa s'uneixen als exèrcits de Góndor que eren als feudes del sud per emprendre el camí cap a Minas Tirith remuntant l'Ànduin. Mentrestant, els exèrcits del Senyor Fosc Sàuron posaven setge a Minas Tirith arribant a destruir-ne el portó principal, en un dur enfrontament amb les tropes de Góndor protegides rere els murs. Després de la caiguda del portó arribaren els ròhirrims enmig del so dels corns de batalla, cavalcant des del nord per reforçar els homes de Góndor. Es desplegaren en una línia de cavalleria, que, després del discurs de llur rei Théoden, carregà a tota velocitat contra les tropes de Mórdor que setjaven la ciutat. Els genets varen topar contra els orcs, bo i matant-ne en l'impacte, i fent que molts d'altres en fugissin, del camp de batalla.
Alhora, els atacants que havien penetrat el mur foren rebutjats pel pati, i els cavallers de Dol Àmroth, seguits per la resta dels defensors de Minas Tirith, carregaven contra les tropes de Mórgul. Els orcs començaren aleshores una retirada general.
Mentrestant, els haradrims del sud van tornar-se contra els ròhirrims, la cavalleria dels seus mûmakil o olifants. La cavalleria ròhirrim fou capaç de derrotar els genets d'Harad, a més que el rei dels haradrims va ser mort per en Théoden.
Tanmateix, en aquest moment en què els ròhirrims creien haver guanyat la batalla, el Rei Bruixot va descendir en la seva bèstia alada, i va ferir greument el rei en Théoden. El nazgûl es disposava a rematar el rei quan la seva neboda, Éowyn, s'hi posà entremig, i amb l'ajut del seu escuder Meriadoc Brandiboc, l'assassinà. La càrrega dels ròhirrims va aturar-se, i l'agonitzant Théoden va anomenar el seu nebot Éomer com el nou rei de Ròhan. Els haradrims es van atrinxerar entre els olifants. Els cavalls de Ròhan no van avançar pas contra les enormes criatures, per això s'estancaven i eren atacats per les espases dels homes del rei Éomer. Va ser aleshores que els ròhirrims van veure que als molls de l'Hàrlond els vaixells d'Úmbar hi atracaven. El bàndol de Mórdor va cridar de joia, car creien que aquests vaixells transportaven les seves tropes, i cavalcà fins als molls i aixecà l'espasa davant els vaixells, en senyal de desafiament. Però aleshores va succeir quelcom que cap dels dos bàndols no esperava: en comptes que dels vaixells en baixessin els corsaris d'Úmbar, en desembarcà l'hereter d'Ísildur, n'Àragorn, brandint l'espasa Andúril, i amb els dúnedain del nord rere ell, juntament amb els seus companys Légolas i Guimli, encapçalant un exèrcit de gondorians dels feudes. El desconcert va créixer entre els exèrcits de Mórdor, i després de tot un dia de sanguinaris combats, en què molts capitans i soldats d'ambdós bàndols varen morir-hi, el bàndol dels Pobles Lliures aconseguí derrotar els exèrcits de Mórdor.

### Baixes de tots dos bàndols
En aquesta batalla varen morir-hi:
- A la ciutat, embogit i en una pira, Dénethor, senescal regent de Góndor.
- Per l'exèrcit de l'Oest:
  - Théoden, rei de Ròhan, aixafat pel seu propi cavall quan embogí per l'atac del rei dels nazgûls i lloctinent d'en Sàuron, el Rei bruixot d'Àngmar.
  - Forlong el Gras, senyor de Lossarnach, decapitat pels homes de l'Est.
  - Dérufin i Dúilin, fills de Dúinhir l'Alt, senyor de Morthond, aixafats pels mûmakil quan s'hi aproparen amb els arquers per disparar-los.
  - Hírluin el Bell, senyor de Pinnath Gelin.
  - Gúthlaf, el portaestendard de Ròhan.
  - Grimbold del Fold Oest, marsical de La Marca.
  - Gàmelin i Dúnhere, capitans de Ròhan.
  - Hàlbarad, dúnedain de la Companyia Grisa, mentre sosté l'estendard de Góndor.
- I per l'exèrcit d'en Sàuron, el mateix Rei Bruixot, que és desterrat dels seus poders per en Meriadoc Brandiboc, soldat de Ròhan, que fa servir una daga Numenòriana, i per un cop final de n'Éowyn de Ròhan.

Van quedar greument ferits, pels nazgûls, tots dos artífexs de la derrota: Merry i Éowyn, així com en Fàramir de Góndor, a causa de la bogeria del seu pare Dénethor. Van poder, però, restablir-se tots ells a les cases de guariment de Minas Tirith de l'única forma possible: mitjançant l'aplicació d'athelas pel rei ungit de Góndor, Àragorn.